# Чернивци
Черновци́ (на украински: Чернівці; на румънски: Cernăuţi; на руски: Черновцы) е град в Югозападна Украйна, административен център на Чернивецка област.
Население 266 366 души (2015). Разположен е на десния бряг на река Прут. Основни езици: украински, руски, румънски (молдовски).
Център е на историческата област Буковина. Заедно с Лвов е считан за културен център на Западна Украйна.

## Известни личности
Родени в Чернивци
- Карол Микули (1819 – 1897), полско-арменски пианист, композитор и диригент
- Розе Ауслендер (1901 – 1988), немскоезична поетеса от еврейски произход
- Ервин Чарграф (1905 – 2002), американски биохимик от еврейски произход
- Роман Влад (1919 – 2013), италиански музиковед от румънски произход
- Паул Целан (1920 – 1970), немскоезичен поет и преводач
- Мила Кунис (1983), американска актриса от украински произход
- Арсений Яценюк (1974), украински политически и държавен деец
- Владимир Мелников (1951), украински писател, композитор, поет

Творили в Чернивци
- Иван Франко (1856 – 1916), украински писател и поет
- Олга Кобилянска (1863 – 1942), украинска писателка
- Леонид Кравчук (1934), първият президент на Украйна
- София Ротару (1947), украинска певица и актриса

## Побратимени градове
| Град           | Държава | Регион         |
| -------------- | ------- | -------------- |
| Клагенфурт     | Австрия | Каринтия       |
| Саскатун       | Канада  | Саскачеван     |
| Назарет Илит   | Израел  | Северен окръг  |
| Конин          | Полша   | Конински окръг |
| Сучава         | Румъния | Буковина       |
| Яш             | Румъния | Молдавия       |
| Солт Лейк Сити | САЩ     | Юта            |

## Фотогалерия
- ул. „Олга Кобилянска“ вечер
- Немски дом от началото на XX век
- Резиденция на митрополитите на Буковина и Далмация